# Anthropic
Anthropic PBC，是一家美国的人工智能（AI）初创企业和公益公司，由OpenAI的前成员创立。Anthropic专注于开发通用AI系统和语言模型，并秉持负责任的AI使用理念。
截至2024年3月，Anthropic已筹集到73亿美元的资金。

## Claude
Anthropic由参与OpenAI GPT-2和GPT-3模型开发的前研究人员组成，Anthropic开始开发自己的 AI聊天机器人，名为 Claude。ChatGPT类似，Claude采用消息传递界面，用户可以在其中提交问题或请求，并获得非常详细和相关的回复Claude有520亿个参数。
Claude 2 於2023年七月推出，據《衛報》報導，此人工智能以安全訓練為考慮，並稱它為「合憲人工智能」。